# Јона Јашезерски
Јона Јашезерски (око 1592) - монах Руске православне цркве, оснивач Јон-Јашезерског манастира, ученик светог Александра Свирског.

## Биографија
Јона је рођен у селу Шокша, 16 врста од манастира који је касније основао. Када је постао пунолетан, отишао је на реку Свир код монаха Александра Свирског, који је тамо основао манастир Свете Тројице.

### Оснивање манастира
Године 1533, непосредно пре смрти монаха Александра Свирског, Јона је примио његов благослов за подвиг пустињаштва и настанио се у шумама између језера Јашезеро и Сенаја. Према житију, овде је постојао пагански храм. Поставивши Крст, монах је почео да се насељава по дивљим местима. Неколико година је провео сам у тешким аскетским условима.
Постепено се Јони придружило неколико монаха, подигнута је дрвена црква Благовести Пресвете Богородице и друге зграде. Године 1562. отворена је депозитна књига за прикупљање средстава за манастир. Ова година се сматра датумом оснивања Благовештенског Јоно-Јашезерског манастира.
Монах Јона се упокојио крајем 16. века. Према предању, знао је за време своје смрти, па је прихватио велику схиму и повукао се у пећину која се налазила километар и по од манастира. Тамо је Јона провео последње дане свог живота. Братија су посећивала пећину свог учитеља тражећи савет, све док он није умро.
Мошти светитеља пренете су из пећине у манастир који је основао, где су скривено сахрањене у предворју храма Преображења Господњег. Постепено, у потрази за исцељењем, људи су почели да долазе на место сахране, од којих су се многи чудесно опоравили. Због бројних чуда и исцељења која су се дешавала у манастиру, Јона је канонизован.
Празник Светог Јоне Јашезерског празнује се 5. октобра.
2004. године спомендан светитеља постао је државни празник у вепсијској области.